# Thomas Simpson Sproule

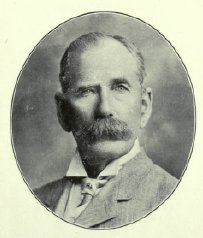

Thomas Simpson Sproule (ur. 25 października 1843 w King w prowincji Ontario, zm. 10 listopada 1917 w Markdale w prowincji Ontario) – kanadyjski polityk, działacz Konserwatywnej Partii Kanady.
W latach 1878–1915 reprezentował okręg wyborczy Grey East w Izbie Gmin. Od 1911 do 1915 pełnił funkcję spikera tej izby. 
Od 1915 do śmierci był senatorem.